# موزه شکلات کلن آلمان
موزه شکلات کلن آلمان (به آلمانی: Imhoff-Schokoladen museum) در ۳۱ اکتبر ۱۹۹۳ توسط هانس ایمهوف تأسیس شد. این نمایشگاه تاریخ شکلات از زمان اولمک‌ها، مایاها و آزتک‌ها تا محصولات امروزی و شیوهای جدید تولید شکلات را به نمایش می‌گذارد.

## تاریخچه

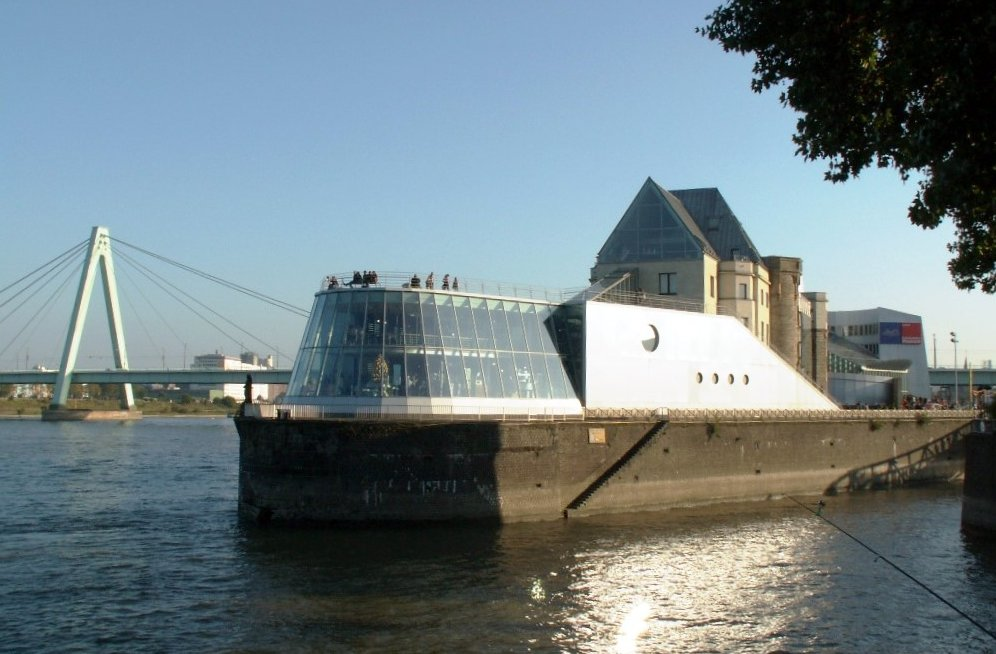
موزه شکلات کلن آلمان

در سال ۱۹۷۲، هانس ایمهوف کارخانه Stollwerck را در کلبه Südstadt کلن خریداری کرد. در آن‌جا بود که او به‌طور اتفاقی یک ظرف حمل و نقل که حامل ماشین آلات شکسته، مواد بسته‌بندی و پرونده‌های قدیمی آماده برای تفکیک زباله بود را کشف کرد. فوراً آگاه شد که به گنجینه‌ای رسیده‌است. او محتویات را مورد بررسی، مرمت و ترمیم قرار داد و پایه‌های یک موزه را ایجاد کرد.
اما سال‌های زیادی قبل از افتتاح موزه شکلات، هانس ایمهوف از زمان خود برای تحقیق و تفحص در فرهنگ و تاریخ صنعت شکلات استفاده کرد، در حالی که او همچنان به توسعه و گسترش مجموعه خود می‌پرداخت،
در سال ۱۹۹۲، همسرشGerbung Klara Imhoff مکان مناسبی برای موزه شکلات در دفتر مرکزی قدیمی گمرک در بندر رینا پیدا کرد.
موزه شکلات به صورت خصوصی متعلق به خانواده بنیانگذار ایمهوف است. این موزه از خود پشتیبانی می‌کند و می‌تواند هزینه‌های جاری خود را به‌طور مستقل به‌دست‌آورد - یک استثنا در دنیای موزه.

## دربارهٔ بنا
ساختمانی که مانند کشتی از شیشه و فلز ساخته شده‌است.
موزه شکلات در بندر رنو، دقیقاً در مقابل شهر قدیمی، در نزدیکی کلیسای جامع کلن واقع شده‌است. در قرون وسطا در کلن، لنگرگاه و ترمینال در این‌جا توسط قایقرانان راین ساخته شد. امروزه این موزه در این مکان خودنمایی می‌کند.
الزامات حفاظت از میراث به این معنی بود که از ابتدا مشخص بود که مجموعه قدیمی و جدید باید کاملاً مشخص باشد. یک ساختمان شفاف که از آلومینیوم و شیشه ساخته شده، هم برای نمای خارجی و هم در داخل ساختمان، در اطراف گمرک مرکزی سابق قرار دارد. علاوه بر فضاهای نمایشگاهی، یک کارخانه تولیدی نیز برای کارخانه شکلات‌سازی با دیوار شیشه‌ای نیاز بود. این بنا در نوک شبه جزیره بندر راینو قرار دارد، در طراحی یادآور عرشه یک قایق بزرگ است. تأسیسات تولید بیش از ۱۳۰۰ متر مربع از فضای طبقه اول را به خود اختصاص داده‌است و این مجموعه در ۲ طبقه گسترش یافته‌است و دارای یک مجموعه تفرجگاهی شگفت‌انگیز می‌باشد، همچنین در خارج از ساختمان از طریق ۲ راه پله باز قابل دسترسی است. طراحی این موزه ظاهراً «نخستین قایق» در بندر رینو را نشان می‌دهد. گشت و گذار در ۴۰۰۰ متر مربع از فضای نمایشگاه مانند سفر به تاریخ فرهنگی شکلات است، شروع با فرهنگ‌های باستانی آمریکایی مانند مایاها و آزتک‌ها، طی دوره‌های باروک و صنعتی شدن و پایان دادن به محصولات شکلاتی خوب امروزی.

## دربارهٔ موزه

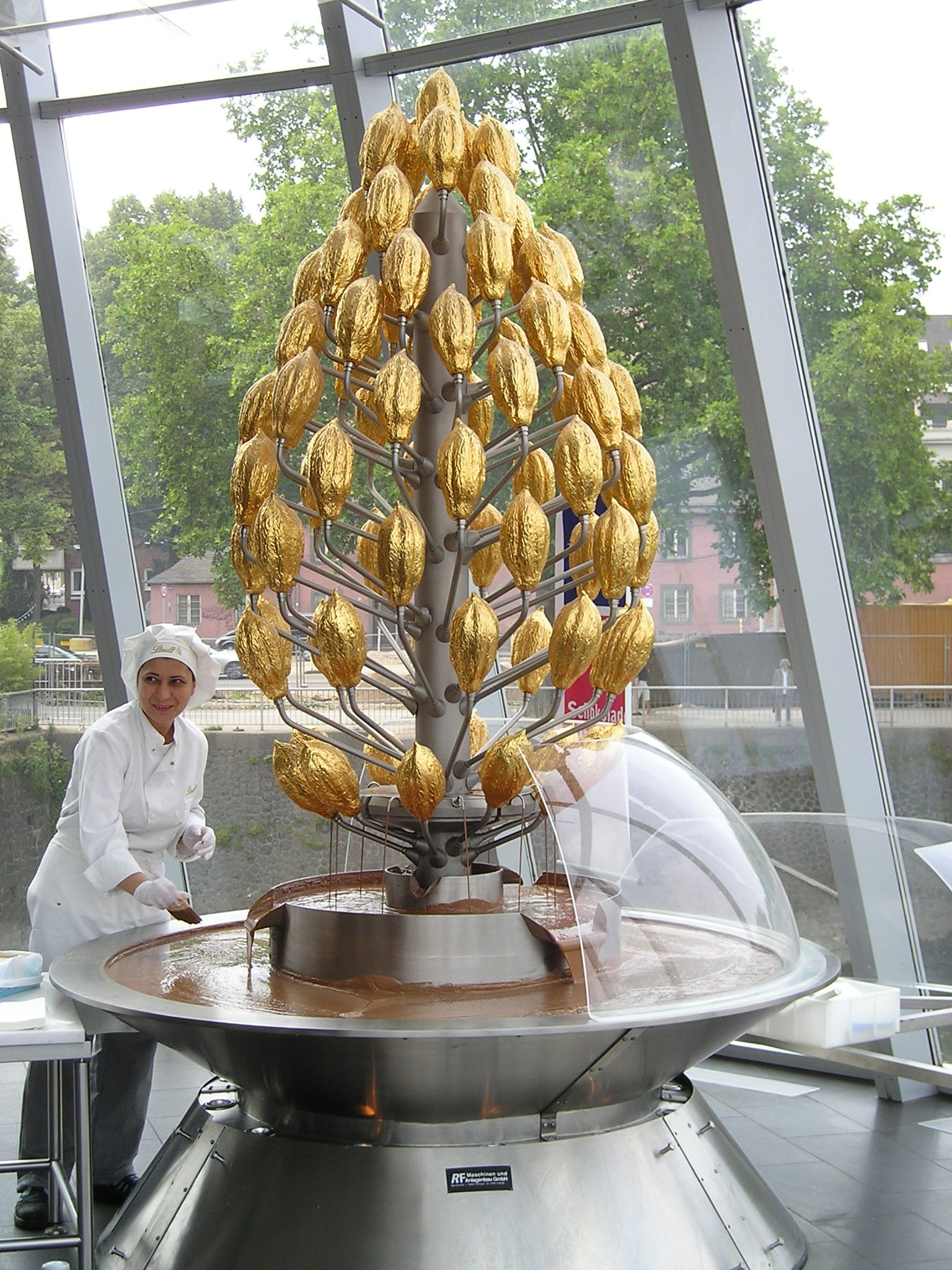
آبنمای شکلاتی

با داشتن حدود ۶۰۰۰۰۰ بازدید کننده در سال، این بیشترین فراوانی بازدیدکننده در مؤسسه فرهنگی کلن است.
الزامات حفاظت از میراث به این معنی بود که از ابتدا مشخص بود که مجموعه قدیمی و جدید باید کاملاً مشخص باشد. یک ساختمان شفاف که از آلومینیوم و شیشه ساخته شده، هم برای نمای خارجی و هم در داخل ساختمان، در اطراف گمرک مرکزی سابق قرار دارد. علاوه بر فضاهای نمایشگاهی، یک کارخانه تولیدی نیز برای کارخانه شکلات‌سازی با دیوار شیشه‌ای نیاز بود. این بنا در نوک شبه جزیره بندر راینو قرار دارد، در طراحی یادآور عرشه یک قایق بزرگ است. تأسیسات تولید بیش از ۱۳۰۰ متر مربع از فضای طبقه اول را به خود اختصاص داده‌است و این مجموعه در ۲ طبقه گسترش یافته‌است و دارای یک مجموعه تفرجگاهی شگفت‌انگیز می‌باشد، همچنین در خارج از ساختمان از طریق ۲ راه پله باز قابل دسترسی است. طراحی این موزه ظاهراً «نخستین قایق» در بندر رینو را نشان می‌دهد. گشت و گذار در ۴۰۰۰ متر مربع از فضای نمایشگاه مانند سفر به تاریخ فرهنگی شکلات است، شروع با فرهنگ‌های باستانی آمریکایی مانند مایاها و آزتک‌ها، طی دوره‌های باروک و صنعتی شدن و پایان دادن به محصولات شکلاتی خوب امروزی.
بازدیدکنندگان در انتظار یک پیاده‌روی در خانه نخل‌ها، دریافت اطلاعات در مورد تاریخ طبیعی کاکائو، مشاهده نمایشگاه‌هایی از فرهنگ‌های پیش از کلمبیای آمریکای مرکزی، تماشای مجموعه عمده‌ای از ظروف چینی و نقره باروک و بسیاری از ماشین آلات تاریخی تا دوره صنعتی شدن هستند. در کارخانه تولید با وجود دیواره شیشه‌ای کارگاه شکلات بازدیدکنندگان می‌توانند چگونگی ساخت محصولات شکلات در هر دو فرایند مکانیزه و دستی را تجربه و مشاهده کنند.
نحوه ساخت شکلات امروز در ساختمان تولید در گوشه‌ای از ساختمان موزه، که دارای چشمه شکلات نیز است، نشان داده شده‌است. این چشمه مخصوص موزه ساخته شده‌است، ساختاری هنری دارای۲۰۰ کیلوگرم شکلات گرم و مایع. شکلات گرم لیندت از چهار دهانه استیل در یک کاسه چشمه جریان دارد.
علاوه بر چشمه شکلات، مرکز تولید شامل واحد کاملی برای پردازش دانه‌های کاکائو است: از شکلات بو داده، شکسته شدن و خرد کردن تا شکلات مخلوط، نورد و خمیر شده. یک سیستم تک نواری و همچنین ساخت ترافل و محصولات شکلاتی توخالی ایده‌ای از ظرافت‌هایی را که می‌توان در آن شکلات ایجاد کرد، ارائه می‌دهد. حدود ۴۰۰ کیلوگرم شکلات تحت پردازش روزانه از طریق این دستگاه کوچک، فرآوری می‌شود.

##### موضوع موزه
در موزه شکلات، بازدیدکنندگان می‌توانند تاریخچه شکلات را بشناسند، مراحل مختلف تولید انواع شکلات را از نزدیک ببیند و در رستورانی که مشرف به رود راین است قهوه بنوشند یا غذا بخورند؛ و در صورت تمایل، چندین نوع شکلات، با قیمتی بعضاً مناسب‌تر از فروشگاه‌های معمولی به عنوان سوغات بخرند. این موزه، یکی از منابع مهم درآمد شهر کلن بشمار می‌رود.
جالب‌ترین قسمت موزه، آب‌نمای شکلاتی آن است که بسیار معروف می‌باشد. در این موزه با دید جدیدی نسبت به شکلات رو به رو می‌شوید و از زاویه‌ای دیگر، به تاریخچه شکلات نگاه خواهید کرد. این موزه دارای یک سالن تئاتر و یک چاپخانه می‌باشد. در فروشگاه آن پاستای شکلاتی، چند نوع نوشیدنی شکلاتی و مجسمه‌های تزئینی شکلاتی به بازدیدکننده‌ها عرضه می‌شود. موزه در زیبایی بی‌نظیر است و به خوبی فرهنگ غنی مردم آلمان و علاقه‌شان به شکلات را نشان می‌دهد.